# غيدقة باسيفيكية
غيدقة باسيفيكية (الاسم العلمي: Hydrophis pacificus) (بالإنجليزية: Pacific seasnake)‏ هي نوع من الزواحف تتبع جنس الغيدقة من فصيلة العرابيد.